# غرايم تايلور
غرايم تايلور (بالإنجليزية: Graeme Taylor)‏ هو عازف قيثارة بريطاني، ولد في 2 فبراير 1954 في Stockwell ‏ في المملكة المتحدة.

## وصلات خارجية
- غرايم تايلور على موقع ميوزك برينز (الإنجليزية)
- غرايم تايلور على موقع أول ميوزيك (الإنجليزية)
- غرايم تايلور على موقع ديسكوغز (الإنجليزية)